# Pogonota sahlbergi
Pogonota sahlbergi är en tvåvingeart som först beskrevs av Becker 1900.  Pogonota sahlbergi ingår i släktet Pogonota och familjen kolvflugor. Arten är reproducerande i Sverige. Inga underarter finns listade i Catalogue of Life.